# Ludvík Visconti
Ludvík Visconti (italsky Ludovico Visconti, 19. června 1358 – 28. července 1404, hrad San Colombano) byl pán Cremy a Lodi z rodu Viscontiů.

## Život
Narodil se jako jeden z mladších synů milánského pána Bernaba Viscontiho a jeho manželky Beatrice, dcery veronského vládce Mastina della Scaly. Od otce získal do držení města Crema a Lodi. 18. dubna 1381 se stal třetím manželem své sestřenice Violanty. 
6. května 1385 byl společně s otcem a bratrem svým švagrem Gianem Galeazzem Viscontim vlákán do léčky. Byli odzbrojeni a uvězněni na hradě San Colombano, zatímco Gian Galeazzo převzal vládu nad Milánem. Ani jeden ze zajatců se svobody nedočkal, zemřeli ve vězení. Syn Jan se stal pánem Lodi.